# Njuktjajaure (Jokkmokks socken, Lappland, 741928-169051)
Njuktjajaure är en sjö i Jokkmokks kommun i Lappland och ingår i Luleälvens huvudavrinningsområde. Sjön har en area på 0,0538 kvadratkilometer och ligger 347 meter över havet. Njuktjajaure ligger i Muddus Natura 2000-område.

## Delavrinningsområde
Njuktjajaure ingår i det delavrinningsområde (741748-169059) som SMHI kallar för Mynnar i Messauremagasinet. Medelhöjden är 315 meter över havet och ytan är 12,15 kvadratkilometer. Räknas de 22 avrinningsområdena uppströms in blir den ackumulerade arean 452,07 kvadratkilometer. Muddusälven (Muddusjåkkå) som avvattnar avrinningsområdet har biflödesordning 2, vilket innebär att vattnet flödar genom totalt 2 vattendrag innan det når havet efter 177 kilometer. Avrinningsområdet består mestadels av skog (86 procent) och sankmarker (14 procent). Avrinningsområdet har 0,05 kvadratkilometer vattenytor vilket ger det en sjöprocent på 0,4 procent.